# Carlile Vernon
Carlile Vernon (Merthyr Tudful, Gal·les, 18 de juny de 1857 - ?) fou un compositor britànic.
Fill d'un músic, aprengué a tocar molts dels instruments de l'orquestra, com també el piano i l'orgue, i desenvolupà plaça d'organista, tant als Estats Units com a Anglaterra.
Va compondre música per als drames Silas Ruthven, de Laurence Irving; Nelson i The Mariners of England, de Robert Williams Buchanan.

## Òperes còmiques
- A Trip to China Town
- The Trip to Chicago
- June on the Bristol
- My Sweetheart
- The Ballad Singer. etc.

Així com obres per a orquestra i piano, cors i melodies vocals.